# Tecomeae
A Tecomeae az ajakosvirágúak (Lamiales) rendjében a szivarfafélék (Bignoniaceae) családjának egyik nemzetségcsoportja. A csoporthoz tartozó fajok elsősorban trópusi és szubtrópusi területeken fordulnak elő, és számosuk dísznövényként vagy talajerózió elleni védekezésként is ismert. A Tecomeae tagjai között fákat, cserjéket és kúszónövényeket találunk, melyek jellemzően nagy, színes virágzatukkal és gyors növekedésükkel tűnnek ki. A nemzetségcsoport egyes fajai fontos szerepet játszanak ökológiai rendszerekben, például beporzó rovarok vonzásában és élőhelyek fenntartásában.

## Származása, elterjedése
A Tecomeae az ajakosvirágúak (Lamiales) rendjében a szivarfafélék (Bignoniaceae) családjának egyik nemzetségcsoportja. A csoporthoz tartozó fajok elsősorban trópusi és szubtrópusi területeken fordulnak elő, beleértve Közép- és Dél-Amerika, Afrika és Dél-Ázsia meleg éghajlatú vidékeit. Származása evolúciós értelemben az afrikai és amerikai trópusi övezetekhez köthető, ahol a klíma és az ökológiai viszonyok kedveztek gyors terjedésüknek és fajgazdagságuknak.
Az egyes fajok elterjedési mintázata jelentős ökológiai változatosságot mutat: míg némelyikük sűrű esőerdők aljnövényzetében honos, mások nyílt szavannákon vagy sziklás hegyoldalakon is előfordulnak. A Tecomeae csoport tagjait gyakran használják talajmegkötésre és díszítő célokra, így természetes élőhelyük mellett a világ számos más pontján is meghonosították őket.

## Megjelenése, felépítése
Többnyire fák vagy liánszerű kúszónövények. Termőjük kétrekeszű; a két rekesz közötti válaszfal tökéletesen zár. Egy rekeszben két magléc található. A magházból felnyíló, tokszerű termés alakul ki. A lapos magvakon egy hártyaszerű repítőkészülék nő.

#### Alak és növekedési forma
- Fák: Egyes fajok erőteljes, szétterülő koronájú fák, amelyek jelentős árnyékot adhatnak. Ezek gyakran a trópusi erdők lombkoronaszintjén nőnek.
- Kúszónövények: A liánszerű formák jellemzőek az erdők aljnövényzetében, ahol a fák törzsén vagy ágain felfelé kapaszkodnak.
- Cserjék: A szavannás élőhelyeken kisebb, sűrű bokrokat alkotnak.

#### Virágzat és termés
- Virágzat: A fajok színes, nagy méretű virágokat hoznak, amelyek trombita- vagy tölcsérformájúak. Ezek általában feltűnő színekben, például sárgában, narancsban vagy rózsaszínben pompáznak, és nektárt termelnek, hogy vonzzák a beporzó állatokat.
- Termés: A magházból felnyíló, tokszerű termés alakul ki, amely két rekeszre oszlik. A rekeszek közötti válaszfal teljesen záródik, biztosítva a magok védelmét.
- Magok: A magvak laposak, és egy hártyaszerű repítőkészülékkel rendelkeznek, amely segíti őket a szél általi terjedésben. Ez különösen fontos szerepet játszik a fajok elterjedésében és megtelepedésében.

#### Levélzet
A legtöbb Tecomeae-faj összetett levelekkel rendelkezik, amelyek váltakozó állásúak. A levelek többnyire páratlanul szárnyaltak, sima vagy fogazott szélűek. Az élénk zöld lombozat nemcsak esztétikai értékkel bír, hanem hozzájárul a gyors fotoszintézishez is, amely a növények gyors növekedését segíti elő.

## Életmódja, élőhelye
A Tecomeae nemzetségcsoport tagjai alkalmazkodóképességükről és változatos életmódjukról ismertek. Ezek a növények fákat, cserjéket és kúszónövényeket egyaránt magukban foglalnak, ami lehetővé teszi, hogy különböző ökológiai résekben is megtelepedjenek.

#### Életmód
A Tecomeae fajok többsége gyors növekedésű, és sokuk rendelkezik kiterjedt gyökérrendszerrel, ami segíti őket a víz és tápanyagok hatékony felvételében. Ez különösen előnyös a szárazabb élőhelyeken, ahol egyes fajok képesek túlélni hosszabb aszályos időszakokat. Virágaik általában nagyméretűek, élénk színűek, és nektártermelésük miatt fontos szerepet játszanak a beporzók, például rovarok, madarak és denevérek táplálkozásában.

#### Élőhely
A Tecomeae tagjai különböző éghajlati zónákban találhatók meg:
- Trópusi esőerdők: Itt a fajok kúszónövényként a fák törzsén kapaszkodnak fel, vagy lombkoronaszinten nőnek, hogy minél több fényhez jussanak.
- Szavannák és félsivatagos területek: A szárazságtűrő fajok bokrokként vagy kisebb fákként nőnek, és fontos szerepet játszanak az erózió megakadályozásában.
- Hegyi régiók: Egyes fajok a sziklás talajokon is képesek megélni, ahol gyökérrendszerük alkalmazkodott a kevésbé termékeny talajhoz.
- Városi környezet: Az ember által ültetett példányok parkokban, kertekben és utak mentén is gyakoriak, ahol dekoratív funkciót töltenek be.

A különböző élőhelyekhez való alkalmazkodóképességük miatt a Tecomeae fajai ökológiai és gazdasági szempontból is jelentős növénycsoportot alkotnak.

## Felhasználása
A nemzetségcsoport fajait sokféle módon hasznosítják:
- több faj terméséből használati tárgyakat készítenek,
- egyes fajok fája értékes,
- többet dísznövénynek ültetnek.

Egyes rendszertanokban ide sorolják a hazánkban közismert és kedvelt szivarfát (Catalpa erubescens) is; mások a Catalpa nemzetséget a róla elnevezett Catalpeae nemzetségcsoport részének tekintik.